# Silver Sands (Alberta)
Silver Sands est un village d'été (summer village) du Comté de Lac Sainte-Anne, situé dans la province canadienne d'Alberta.

## Démographie
En tant que localité désignée dans le recensement de 2011, Silver Sands a une population de 85 habitants dans 42 de ses 57 logements, soit une variation de -50,9 % avec la population de 2006. Avec une superficie de 2,350 8 km2, le village d'été possède une densité de population de 36,157 9 hab/km2 en 2011.
Concernant le recensement de 2006, Silver Sands abritait 173 habitants dans 82 de ses 201 logements. Avec une superficie de 2,350 8 km2, Silver Sands possédait une densité de population de 73,6 hab/km2 en 2006.
| 2001 | 2006 | 2011 | 2016 |
| ---- | ---- | ---- | ---- |
| 126  | 173  | 85   | 160  |